# Archyala paraglypta
Archyala paraglypta är en fjärilsart som beskrevs av Edward Meyrick 1889. Archyala paraglypta ingår i släktet Archyala och familjen äkta malar. Inga underarter finns listade i Catalogue of Life.